# Biografielijst Ak

## Ak
- Orhan Ak (1979), Turks voetballer

## Aka
- AKA (1988-2023), Zuid-Afrikaans rapper
- Jamal Akachar (1982), Nederlands-Marokkaans taxichauffeur en voetballer
- Kei Akagi (1953), Japans jazzpianist
- Steve Akahoshi, pseudoniem van Jackson Steven Kahana, (1961), Amerikaans acteur van Japanse komaf
- Askar Akajevitsj Akajev (1944), President van Kirgizië (1990-2005)
- Daniel Kahikina (Dan) Akaka (1924), Amerikaans politicus
- Bob Emmanuel Akakpovi, bekend als Emmanuel Akitani-Bob, (1930), Togolees staatsman
- Kanga Akale (1981), Ivoriaans voetballer
- Ken Akamatsu, bekend als Awa Mizuno, (1968), Japans mangaka
- Shingo Akamine (1983), Japans voetballer
- Isamu Akasaki (1929-2021), Japans natuurkundige en Nobelprijswinnaar
- Aziz Akazim, Nederlands acteur en rapper

## Akb
- Akbar de Grote (1542-1605), heerser over het Mogoelrijk (1556-1605)
- Skandor Akbar, pseudoniem van Jim Wehba, (1934-2010), Amerikaans professioneel worstelaar en manager
- Wahab Akbar (1960-2007), Filipijns politicus
- Wazir Akbar Khan (1813-1847), Afghaans prins, generaal, stammenleider en emir
- Pejman Akbarzadeh (1980), Iraans pianist, journalist en onderzoeker
- Yusuf Akbulut, Turks Syrisch-orthodox priester

## Akc
- Murat Akça (1990), Turks voetballer
- Altug Taner (Taner) Akçam (1953), Turks historicus, socioloog en publicist
- Ahmet Akçan (1958), Turks voetbalcoach
- Driss El Akchaoui (1983), Nederlands voetballer
- Youssef El Akchaoui (1981), Nederlands-Marokkaans voetballer
- Sebastian Akchoté, bekend als SebastiAn, Frans electro-diskjockey
- Sinan Akçıl (1981), Turks componist, songwriter, muziekproducent en zanger

## Ake
- Akebono, pseudoniem van Akebono Taro, (1969), Amerikaans sumo-worstelaar, sumo-trainer en K1-vechter
- Yoshio Akeboshi, bekend als Akeboshi, (1978), Japans zanger
- Adut Akech (1999), Zuid-Soedanees-Australisch model
- Alex Akela (1980), Nederlands singer-songwriter
- Anthonie van Aken, Nederlands tennisspeelster
- Anthonis Goessens (Anthonis) van Aken (ca. 1478-1516), Nederlands kunstschilder
- Anthonius Jan (Anthonis) van Aken (ca. 1420-1478), Nederlands kunstschilder en restaurator
- Goeswinus Anthoniss (Goessen) van Aken (ca. 1440-ca. 1497), Nederlands kunstschilder
- Hein van Aken (ca. 1250-ca. 1330), Middelnederlands dichter
- Jan van Aken (1961), Nederlands schrijver
- Jheronimus van Aken, bekend als Jeroen Bosch, (ca. 1450-1516), Zuid-Nederlands kunstschilder
- Joan Ernst van Aken (1942), Nederlands bedrijfskundige en emeritus hoogleraar
- Johannes Goessens (Jan) van Aken (ca. 1470-1537), Nederlands beeldhouwer en kunstschilder
- Johannes Thomas (Jan) van Aken (ca. 1380-1454), Nederlands kunstschilder, restaurator en ontwerper
- Norbertus Ludovicus Franciscus (Norbert) van Aken (1767-1832), Vlaams notabele, handelaar, raadsheer en politicus
- Piet Van Aken (1920-1984), Vlaams schrijver
- Rik Van Aken, bekend als Zotte Rik, (1854-1909), Antwerps dorpsfiguur
- Sebastiaen van Aken (1648-1722), Zuid-Nederlands kunstschilder
- Thijs Christiaan van Aken (1969), Nederlands musicalacteur en stemacteur
- Kees Akerboom jr. (1983), Nederlands basketballer
- Kees Akerboom sr. (1952), Nederlands basketballer
- Marcel Akerboom (1981), Nederlands voetballer
- Mikael Åkerfeldt (1974), Zweeds zanger en gitarist
- George Arthur Akerlof (1940), Amerikaans econoom
- Jonas Åkerlund (1966), Zweeds filmregisseur
- Chantal Akerman (1950), Belgisch filmregisseuse
- Malin Åkerman (1978), Zweeds-Canadees model en actrice
- Michelle Akers (1966), Amerikaans voetbalster
- Thomas Akers (1951), Amerikaans ruimtevaarder
- Betzy Akersloot-Berg (1850-1922), Noors-Nederlands schilderes
- Fred Åkerström (1937-1985), Zweeds zanger
- Björn Åkesson (1990), Zweeds golfer
- Ralf Åkesson (1961), Zweeds schaker

## Akg
- Mehmet Akgün (1986), Duits voetballer van Turkse komaf

## Akh
- Akhenaten (+1333 v.Chr.), farao van Egypte (ca. 1351-1333 v.Chr.)
- Kanat Akhmetov (1957), Kazachs componist, muziekpedagoog, dirigent en trombonist
- Ismail Akhnikh, bekend als Suhaib, (1982), Nederlands crimineel van Marokkaanse komaf
- Gulraiz Akhtar (1943-2021), Pakistaans hockeyer
- Dadullah Akhund (ca. 1966-2007), Afghaans Talibanleider

## Aki

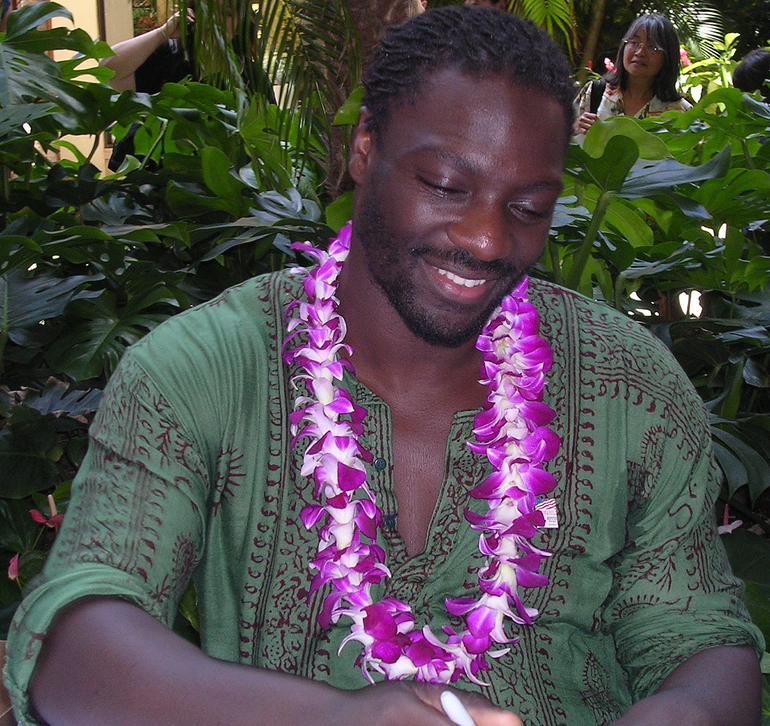
Adewale Akinnuoye-Agbaje

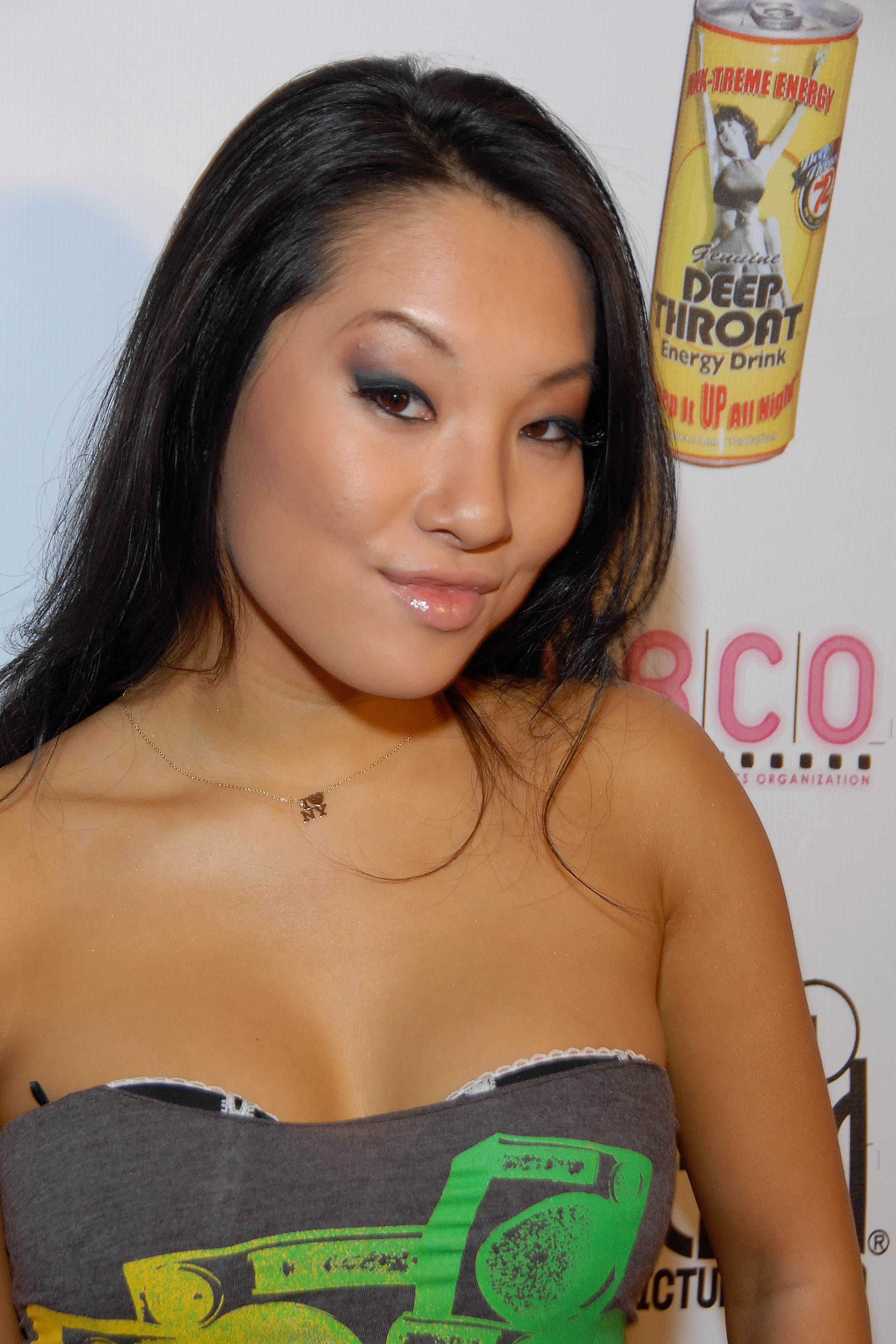
Asa Akira (2009)

- Esther Akihary (1987), Nederlands atlete
- Monica Akihary (1964), Nederlands zangeres van Molukse komaf
- Akihito (1933), Japans keizer
- John Akii-Bua (1949-1997), Oegandees atleet
- Vsevolod Ivanovitsj Akimov (1929-2008), Russisch econoom, sinoloog en hoogleraar
- Tatjana Akimova (1990), Russisch biatlete
- Azra Akın (1981), Turks model, miss en actrice
- Bülent Akın (1978), Belgisch-Turks voetballer
- İbrahim Akın (1984), Turks voetballer
- Niyazi Serhat Hikmet (Serhat) Akın (1981), Turks voetballer
- Igor Vladimirovitsj Akinfeev (1986), Russisch voetballer
- Gbenga Akinnagbe (1978), Amerikaans acteur, filmproducent, scenarioschrijver en freelanceschrijver
- Adewale Akinnuoye-Agbaje (1967), Engels acteur
- Asashōryū Akinori, geboren als Dolgorsürengiin Dagvadorj, (1980), Mongools sumoworstelaar
- Oksana Aleksandrovna Akinsjina (1987), Russisch actrice
- Olubowale Victor Akintimehin, bekend als Wale, (1984), Nigeriaans-Amerikaans rapper
- Asa Akira, pseudoniem van Asa Takigami, (1986), Japans-Amerikaans pornoactrice en model
- DJ Akira, pseudoniem van Kin Wing Lam, Hongkongs diskjockey
- Timothy Akis (1944-1984), Papoea-Nieuw-Guinees kunstenaar
- Akishino (1965), Japans prins
- Emmanuel Akitani-Bob, pseudoniem van Bob Emmanuel Akakpovi, (1930), Togolees staatsman
- Hiromi Akiyama (1937), Japans beeldhouwer
- Toshio Akiyama (1929), Japans componist, muziekpedagoog en dirigent
- Kousuke Akiyoshi (1975), Japans motorcoureur

## Akk

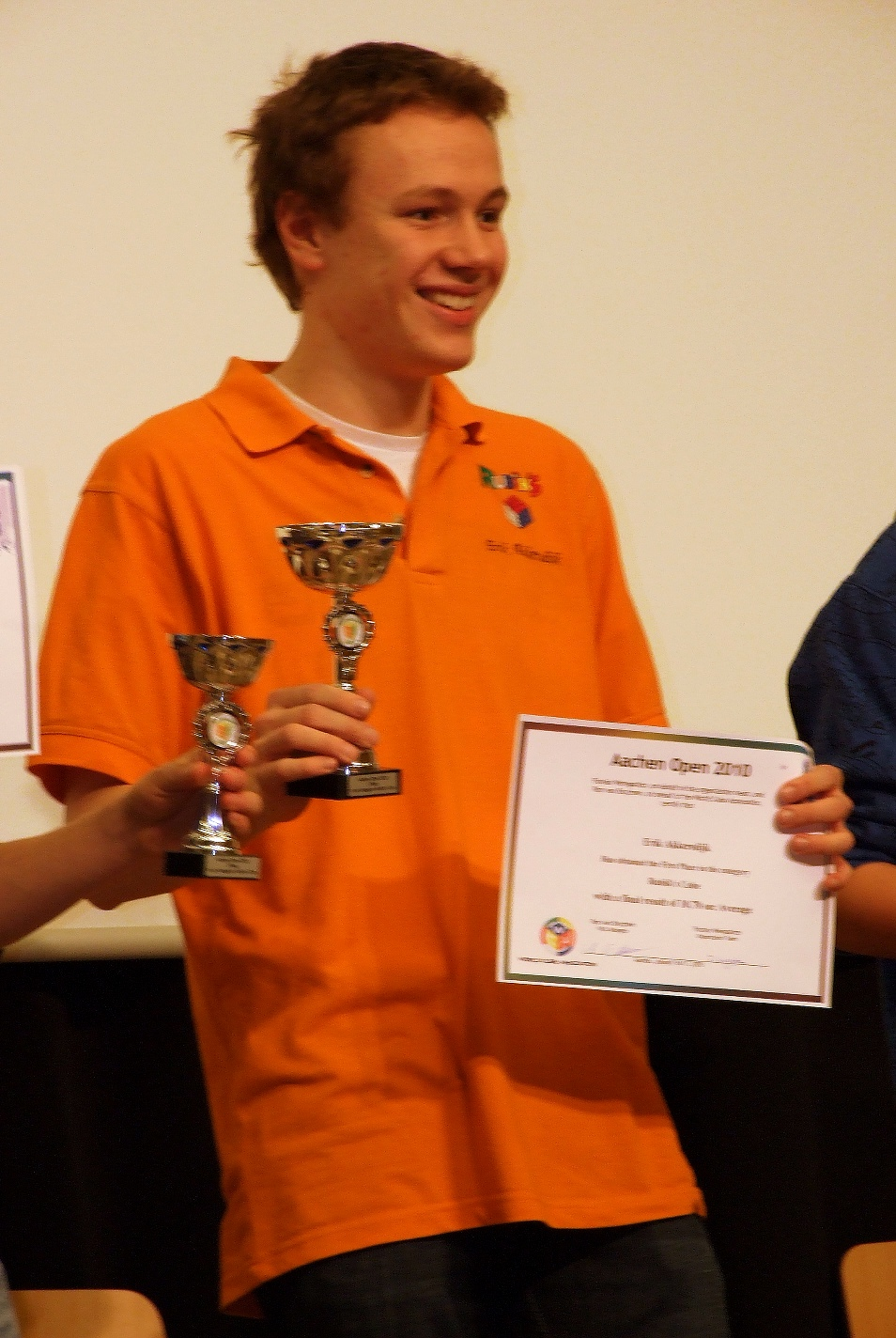
Erik Akkersdijk

- Achmed Akkabi (1983), Nederlands acteur en televisiepresentator
- Manishtushu van Akkad, koning van Akkad (2270-2255 v.Chr.)
- Moustapha Akkad (1930-2005), Syrisch-Amerikaans filmproducent en filmregisseur
- Rimuš, koning van Akkad (2279-2270 v.Chr.)
- Sargon van Akkad, koning van Akkad (2334-2279 v.Chr.)
- Akkemay (1968), Nederlands actrice
- Saul Akkemay (1964), Vlaams freelance journalist, columnist en essayist van Waalse komaf
- Dries van den Akker (1945-2022), Nederlands theoloog en hagiograaf
- Hendrina Adriana Maria (Ryan) van den Akker (1960), Nederlands musical- en stemactrice
- Jan van de Akker (1960), Nederlands profvoetballer
- Jeroen van den Akker (1980), Nederlands dammer
- Joan van den Akker (1984), Nederlands atlete
- John van den Akker (1966), Nederlands wielrenner
- Klaas Jaspers van den Akker (1864–1943), Nederlands boer, schrijver en bestuurslid
- Mark van den Akker (1966), Nederlands radio-diskjockey
- Nico Klaas van den Akker (1917-2000), Nederlands Nederlands-hervormd dominee
- Pim van den Akker (1976), Nederlands bloemsierkunstenaar, ontwerper en schrijver
- Robin van den Akker (1979), Nederlands (musical)acteur, zanger en danser
- Johannes Evert Hendrik Akkeringa (1861-1942), Nederlands schilder
- George Akkerman (1960), Nederlands radio-diskjockey
- Ineke Akkerman (1957), Nederlands softbalspeelster
- Jan Akkerman (1946), Nederlands gitarist en luitspeler
- Philip Akkerman (1957), Nederlands aquarellist, beeldhouwer, kunstschilder, tekenaar
- Tim Akkerman (1980), Nederlands muzikant en singer-songwriter
- Jeroen Akkermans (1963), Nederlands nieuwscorrespondent
- Paul Akkermans (1923-2007), Vlaams politicus
- Piet Akkermans (1942-2002), Nederlands classicus, jurist en hoogleraar
- Theo Akkermans (1966), Nederlands wielrenner
- Véronique Akkermans (1966), Nederlands judoka
- Erik Akkersdijk (1989), Nederlands wereldkampioen speedcubing
- Jan Akkersdijk (1887-1953), Nederlands voetballer
- Deniz Akkoyun (1984), Nederlands model en Miss Nederland (2008)
- Sanguita Akkrum (1982), Nederlands actrice van Surinaamse komaf

## Akl
- Said Akl (1912), Libanese dichter, schrijver en ideoloog

## Akm
- Ayhan Akman (1977), Turks voetballer

## Ako

Akon (2006)

- Varuzhan Akobian (1983), Armeens-Amerikaans schaker
- Boris Akoenin, pseudoniem van Grigori Sjalvovitsj Tsjchartisjvili, (1956), Russisch schrijver
- Akon, bekend als Aliaune Badara Akon Thiam, (1973), Amerikaans-Senegalees singer-songwriter en record producer
- Vladimir Akopian (1971), Armeens schaker
- Sofian Akouili (1989), Nederlands voetballer van Marokkaanse komaf

## Akp
- Joseph Akpala (1986), Nigeriaans voetballer
- Jean-Louis Akpa Akpro (1985), Frans-Ivoriaans voetballer

## Akr
- Falaris van Akragas (6e eeuw v.Chr.), Grieks kolonist en tiran
- Theroon van Akragas (5e eeuw v.Chr.), Grieks staatsman
- Nashat Akram (1984), Irakees voetballer

## Aks

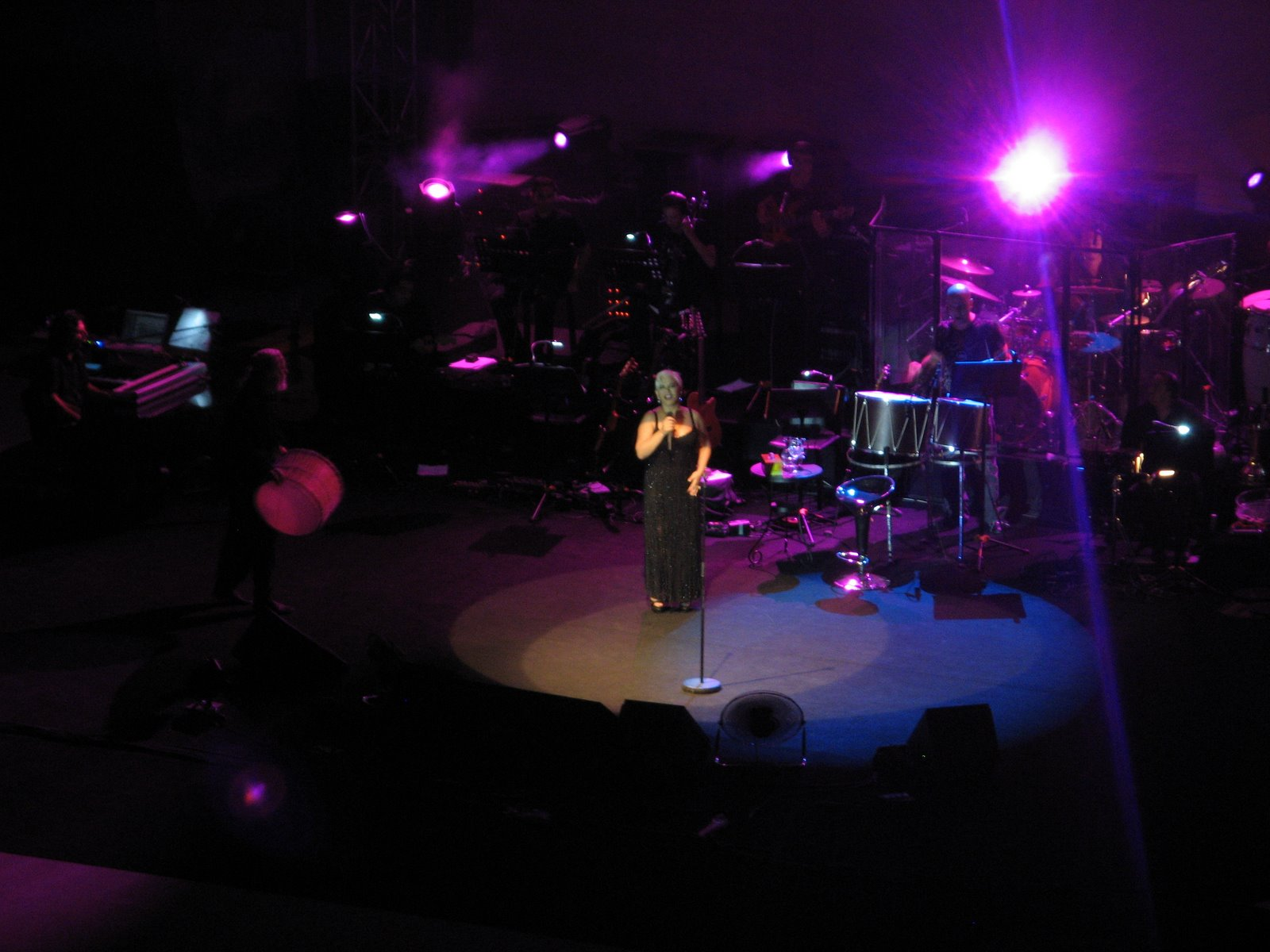
Sezen Aksu (2009)

- Ivan Sergejevitsj Aksakov (1823-1886), Russisch schrijver en journalist
- Konstantin Sergejevitsj Aksakov (1817-1860), Russisch schrijver en publicist
- Sergej Timofejevitsj Aksakov (1791-1859), Russisch literair schrijver
- Mohamed Amine (Amine) Aksas (1983), Algerijns voetballer
- Necil Kazim Akses (1908-1999), Turks componist van klassieke muziek
- Stanoje Akšić (1921-1970), Kosovaars politicus
- Vasili Pavlovitsj Aksjonov (1932-2009), Russisch schrijver
- Vladimir Aksjonov (1935-2024), Russisch kosmonaut
- Sezen Aksu (1954), Turks zangeres

## Akt
- Timotheus Samuel Aktaş (1945), Syrisch-orthodox aartsbisschop van Turkse komaf

## Aku
- Akurgal van Lagasj, ensi van Lagash (ca. 2464-2455 v.Chr)
- Ryunosuke Akutagawa (1892-1927), Japans schrijver

## Akw
- Akwafina (1988), Amerikaans actrice, rapper en komiek

## Aky
- Fatih Akyel (1977), Turks voetballer
- Evrim Akyigit (1977), Nederlands actrice van Turkse komaf
- Elvan Akyıldız (1977), Nederlands actrice, presentatrice en cabaretière van Turkse komaf